# Gaston Dron
Gaston Dron (Clichy, 19 marzo 1924 – Dreux, 13 agosto 2008) è stato un pistard francese.

## Palmarès
- Giochi olimpici

Londra 1948: bronzo nel tandem.